# Rozdzielnica izolowana gazem

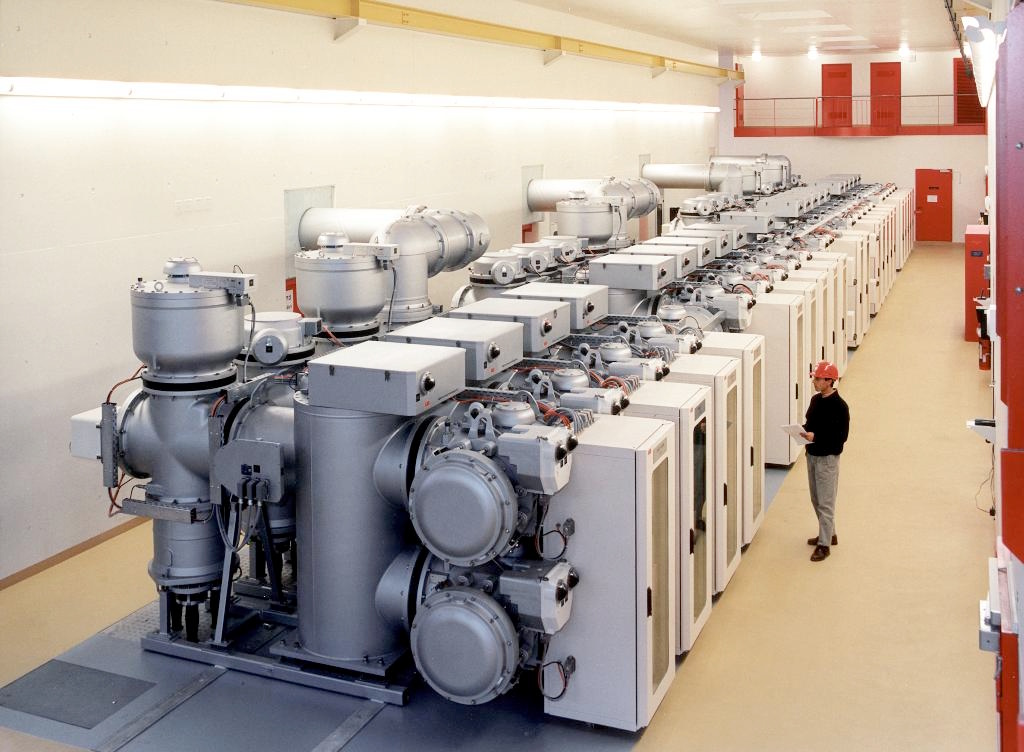
Rozdzielnice izolowane gazem

GIS (ang. Gas Insulated Switchgear) – rozdzielnica elektryczna, w której jako medium izolacyjne zastosowano gaz o specjalnie dobranych parametrach, zamiast powietrza (najczęściej jest to sześciofluorek siarki SF6).